# Mambesak
Mambesak (z języka biak: „ptak rajski”) – zachodniopapuaski zespół muzyczny wykonujący muzykę ludową. Został założony w 1978 roku na Uniwersytecie Cenderawasih. Grupa poruszała problematykę socjopolityczną w kontekście zachodniopapuaskim (np. wpływ działalności wydobywczej na środowisko). Swoje utwory wykonywali w różnych językach Papui Zachodniej. W 1984 roku główny członek zespołu, Arnold Ap, został zamordowany przez indonezyjskie wojsko. Twórczość zespołu stała się impulsem dla powstania podobnych papuaskich grup muzycznych.